# Egilsfjall
Egilsfjall è una montagna alta 618 metri sul mare situata sull'isola di Streymoy, la maggiore dell'arcipelago delle Isole Fær Øer, in Danimarca.